# مبرهنة بل

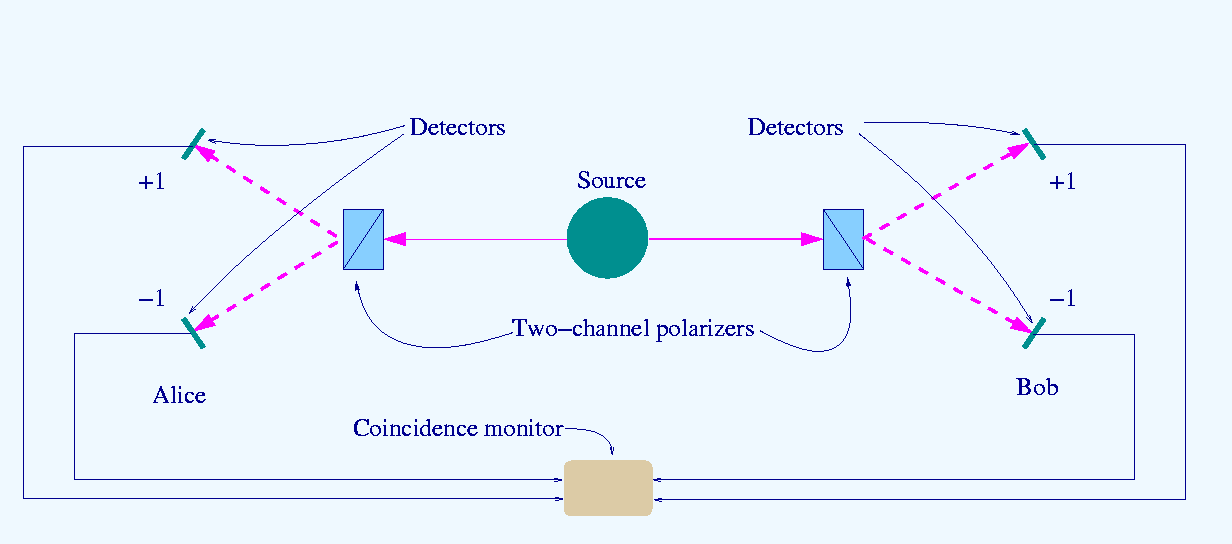

مبرهنة بل (بالإنجليزية: Bell's theorem)‏ هي مبرهنات المستحيلات أي إنها مبرهنة لاتَساوٍ، تعالج مفارقة أينشتاين-بودولسكي-روزن التي تتعلق بعدم اكتمال ميكانيكا الكم. صرح كل منهم أن حالة التراكب الكمي في معادلة شرودنغر ستؤدي إلى تشابك كمي، ما يجعل ميكانيكا الكم غير مكتملة. كان جون ستيوارت بِل مفتونًا بهذا الجدال، فكوَّن لامتساويته تدحض إثبات نيومان بأنه لا يمكن أن توجد نظرية متغير خفي. لكنه اكتشف أمرًا جديدًا لدى إعادة صياغته للمشكلة وهو: إما أن تكون ميكانيكا الكم صحيحة ولا مكانية (فظهر التشابك الكمي) أو تكون خاطئة لأن التشابك غير موجود. على عكس الرأي الشائع، لم يثبت بِل استحالة وجود نظريات تحتوي على متغير خفي، لكنه أثبت وجوب وضع بعض القيود عليها، خاصة أن التشابك أمر ضروري. تختلف نظريات المتغير الخفي اللامحلية هذه عن تفسير كوبنهاغن الذي لخصه بور بجملته الشهيرة «لا يوجد عالم كمي»، وبهذا تختلف أدوات القياس عن التأثيرات الكمية الملاحظة. وأُطلق على هذا الأمر مسألة القياس ومشكلة تأثير المراقب.
بصورة مبسطة، تستبعد مبرهنة بل أن تكون المتغيرات الخفية المحلية تفسيرًا صالحًا لميكانيكا الكم (بالرغم من أنها ما زالت تسمح بوجود متغيرات خفية لا مكانية مثل نظرية دي براولي- بوم ونظرية العوالم المتعددة ونظرية غيراردي- ريميني- ويبر، إلخ).
استنتج بل أن: «إذا كانت هناك عوامل تُضاف إلى ميكانيكا الكم في نظرية ما لتحديد نتائج القياسات الفردية دون تغيير التنبؤات الإحصائية، فإنه يجب أن توجد آلية تسمح بأن يؤثر ضبط جهاز قياس ما على قراءة جهاز آخر مهما كان بعيدًا عنه. بالإضافة إلى ذلك، يجب أن تنتشر الإشارة المعنية على الفور؛ حتى لا تكون هذه النظرية ثابت لورنتز».

## خلفية تاريخية
في أوائل 1930، أثارت التضمينات الفلسفية لتفسيرات نظرية الكم قلق العديد من الفيزيائيين البارزين حينها بمن فيهم ألبرت أينشتاين. في الورقة البحثية المشهورة المنشورة عام 1935، سعى كل من بوريس بودولسكي والمشاركان في البحث أينشتاين وناثان روزن (اختصار أسماء ثلاثتهم: EPR) إلى البرهنة على أن نظرية الكم غير مكتملة باستخدام مفارقة إي بي آر. أعطى هذا الأمل في وجود نظرية أكثر اكتمالًا (وأقل إثارةً للقلق) يمكن أن تُكتشف يومًا ما. لكن هذا الاستنتاج كان قائمًا على الافتراضات المنطقية ظاهريًا من المكانية والواقعية (اللتين يطلق عليهما معًا «الواقعية المكانية» أو «المتغيرات الخفية المكانية» ويمكن تبادلهما غالبًا). بلغة أينشتاين، كانت المحلية تعني عدم وجود أفعال «شبحية» عن بعد، والواقعية أن القمر موجود حتى عندما لا يلاحظه أحد. حدثت العديد من النقاشات الساخنة حول هذه الافتراضات في المجتمع الفيزيائي خاصةً بين أينشتاين ونيلز بور.
في ورقته البحثية البارزة المنشورة عام 1964 بعنوان «عن مفارقة أينشتاين بودولسكي روزن»، قدم الفيزيائي جون ستيوارت بل مثالًا على مفارقة إي بي آر الافتراضية (بناءً على قياسات الدوران المغزلي لأزواج الإلكترونات المتشابكة). فقال إنه باستخدام منطقهم لا ينبغي أن يؤثر اختيار إعدادات القياس هنا على نتيجة القياس هناك (والعكس صحيح). بعد تقديم المعادلات الرياضية المعبرة عن المكانية والواقعية التي تعتمد على ذلك، عرض حالات خاصة تظهر أن هذا لا يتسق مع تنبؤات نظرية ميكانيكا الكم.
من خلال اختبارات تجريبية تبعت نموذج بل وهذه المرة باستخدام التشابك الكمي للفوتونات بدلًا من الإلكترونات، أوضح جون كلوزر وستوارت فريدمان (1972) وآلان أسبيكت وبقية المشاركين أن تنبؤات ميكانيكا الكم صحيحة في هذا الصدد، بالرغم من الاعتماد على افتراضات إضافية غير موثوق منها (التي تفتح ثغرات في الواقعية المحلية).
في أكتوبر 2015، أعلن هنسن وزملاؤه عن أنهم أجروا اختبار بِل خالٍ من الثغرات، يمكن له أن يجبر المرء على رفض أحد هذه المبادئ على الأقل إما المكانية أو الواقعية أو حرية الاختيار (يمكن أن تؤدي الأخيرة إلى نظريات بديلة فائقة الحتمية). يتوافق اثنان من هذه الاحتمالات المنطقية مع تفسيرات مطورة لميكانيكا الكم وهما اللا مكانية واللا واقعية ولهما العديد من المناصرين بخلاف الاحتمال المنطقي الثالث القائل بعدم وجود الحرية.
أدي الدليل التجريبي القاطع لخرق لا متساوية بِل إلى تقليل رتبة منزلة بعض النظريات الحتمية المقبولة، لكنه لن يدحض الحتمية المطلقة، وهذا ما وصفه بِل نفسه «كل شيء محدد مسبقًا بشكل مطلق؛ ليست فقط الطبيعة الجامدة التي تسري على مدار الساعة خلف الكواليس، ولكن أيضًا سلوكنا الذي يتضمن الاعتقاد بأن لدينا حرية الاختيار لإجراء تجربة ما بدلًا عن الأخرى» مع هذا، اعتبر بِل -نفسُه- الحتمية المطلقة حلا غير مقنع.
في يوليو 2019، أعلن الفيزيائيون للمرة الأولى التقاطهم صورةً لنوع قوي من التشابك الكمي يُسمى تشابك بِل.

## نظرة عامة
تنص مبرهنة بِل على أنه لا يمكن لأي نظرية فيزيائية تتضمن الواقعية المكانية أن تنتج كل تنبؤات نظرية ميكانيكا الكم. إذا صحت شروط بِل بالنسبة لنظريات المتغير الخفي، تدل النتائج المتفقة مع نظرية ميكانيكا الكم على وجود تأثيرات فوق ضوئية (أسرع من الضوء) وهذا مناقض لمبدأ المكانية.
تُثبَت النظرية عادةً من خلال البحث في نظام كمي يضم اثنين من البت الكمومي متشابكين، ثم إجراء الاختبارات الأصلية المذكورة سالفًا التي أجريت على الفوتونات. تتعلق أكثر الأمثلة الشائعة بنظم الجسيمات المتشابكة في اللف المغزلي أو الاستقطاب. تتنبأ ميكانيكا الكم بوجود ارتباطات يمكن أن نلاحظها لو قيس الدوران والاستقطاب لجسيمين في اتجاهين مختلفين. أوضح بِل أنه لو كانت هناك نظرية متغير خفي مكاني، يجب على هذه الارتباطات أن تستوفي شروطًا محددة تسمى لا متساويات بِل.
بعد تناول النقاش في ورقة مفارقة إي بي آر (ولكن باستخدام مثال الدوران المغزلي كما جاء في نسخة ديفيد بوم عن المعضلة)، طرح بِل تجربة فكرية، إذ يوجد «زوج من الجسيمات دورانها المغزلي مُنصَّف، نشأ بطريقة ما من حالة دوران مغزلي منفردة، وتحركا بحرية في اتجاهين مختلفين»، يسافر كل منهما بعيدًا عن الآخر لمسافات بعيدة إلى مكانين مختلفين، يُقاس الدوران المغزلي على طول المحاور المختارة بشكل مستقل. يظهر القياس نتيجة من اثنتين إما أن يكون الدوران للأعلى (+) أو للأسفل (-) أي إن الدوران مع اتجاه المحور المختار أو ضده.
تعتمد احتمالية الحصول على نفس النتيجة في المكانين على الزاوية النسبية التي أُجريت القياسات عندها، قيمة هذه الاحتمالية بين الصفر والواحد لكل الزوايا النسبية بخلاف المحاذاة المتوازية أو المعاكسة تمامًا ( 0 أو 180).
بما أن كمية الحركة الزاوية الكلية ثابتة ومحصلة الدوران المغزلي للحالة الواحدة يساوي صفر، فإن احتمالية الحصول على نفس النتيجة بالمحاذاة المتوازية (المعاكسة) هي 0  (1). هذا التنبؤ صحيح من الناحية الكلاسيكية وصحيح في ميكانيكا الكم كذلك.
تهتم نظرية بِل بالارتباطات المحددة من ناحية المتوسطات المُعرفة التي تُجرى على العديد من محاولات التجربة. يعرف عادةً الارتباط بين اثنين من المتغيرات الثنائية في فيزياء الكم بمتوسط نتائج أزواج القياسات. لاحظ أن هذا التعريف مختلف عن التعريف الإحصائي المعتاد للارتباط. الارتباط عند عالم فيزياء الكم هو ناتج عزم (غير المركزية وغير الطبيعية) عند الإحصائي. يتشابهان في الآتي: في كلا التعريفين، لو كانت أزواج النتائج متماثلة دائمًا يكون الارتباط +1، ولو كانت دائمًا متضادة يكون الارتباط -1، ولو اتفقت نتائج الأزواج بنسبة 50% يكون الارتباط 0. يتعلق الارتباط باحتمالية النتائج المتساوية، أي إنها تساوي ضعف احتمالية تحقيق نتائج متساوية، ناقص واحد.